# Эпиктет (вазописец)
Эпиктет — древнегреческий вазописец, представитель стиля краснофигурной вазописи эпохи архаики на рубеже шестого и пятого веков до н. э., собственно один из пионеров краснофигурной вазописи. Работал в Афинах в период примерно с 520 до 490 годов до н. э. Имя Эпиктет переводится как недавно приобретенный, что, по мнению исследователей, касается приобретенного статуса афинского гражданина, к тому же художник, как и ряд других, был рабом.
Авторству Эпиктета приписывается более 100 ваз, из которых почти половина подписана именем вазописца. Очень часто на вазах Эпиктета встречается изображение одиночного эфеба, преимущественно на киликсах. Не менее часто он изображал сцены симпосиев и атлетов. Одна из самых знаменитых ваз Эпиктета изображает скифского стрелка, ныне хранится в Британском музее.

## Некоторые киликсы

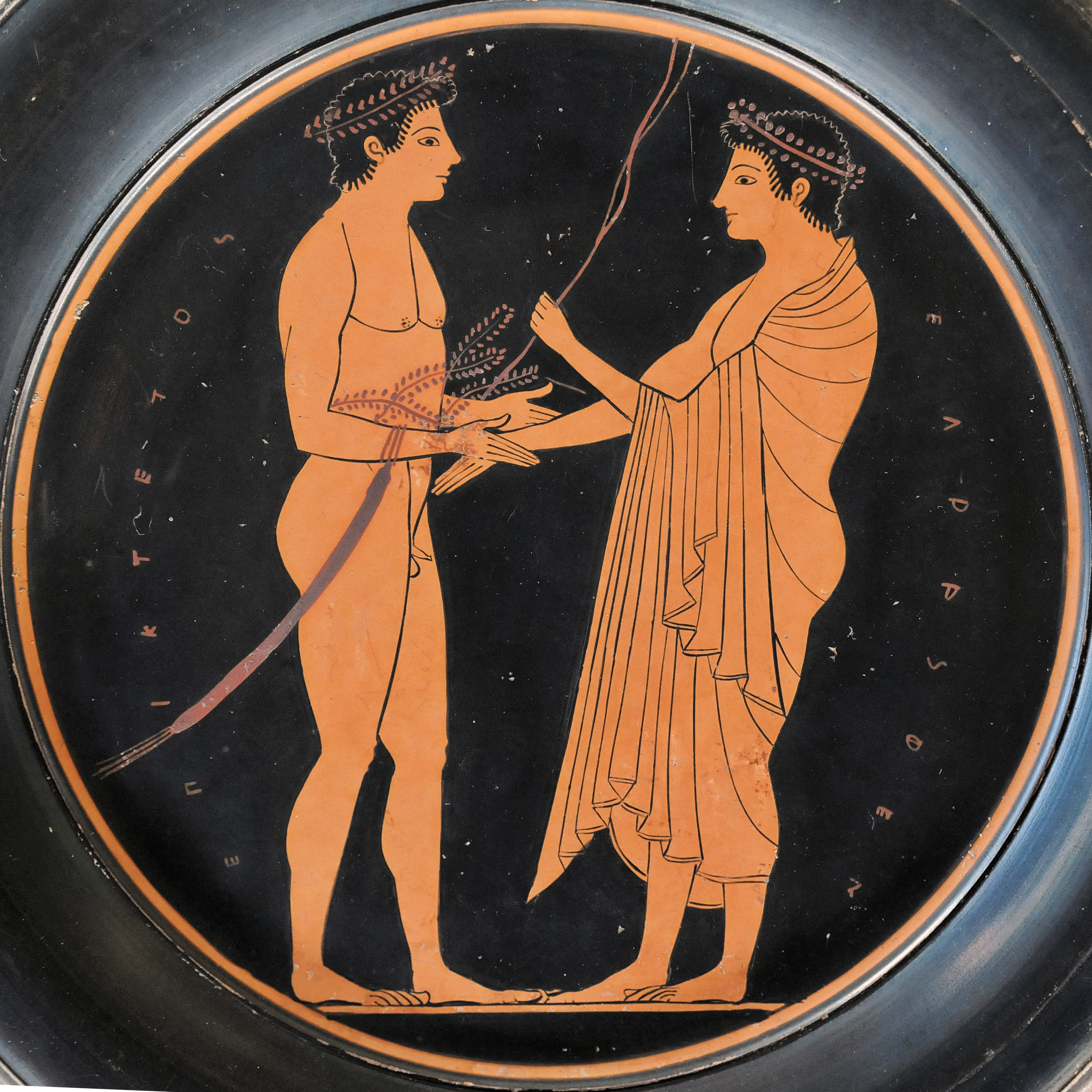
Сцена из палестры
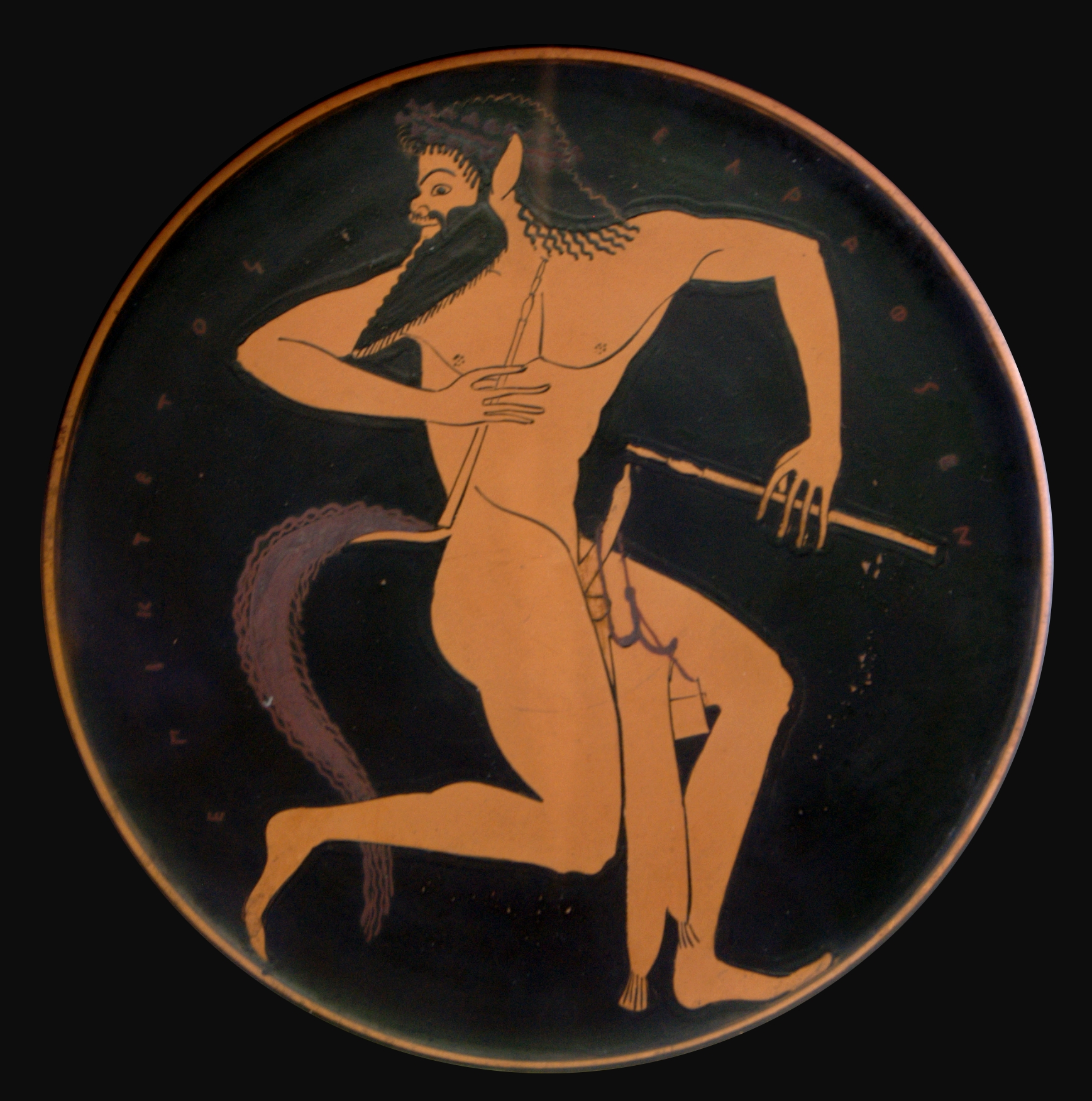
Сатир с авлосом
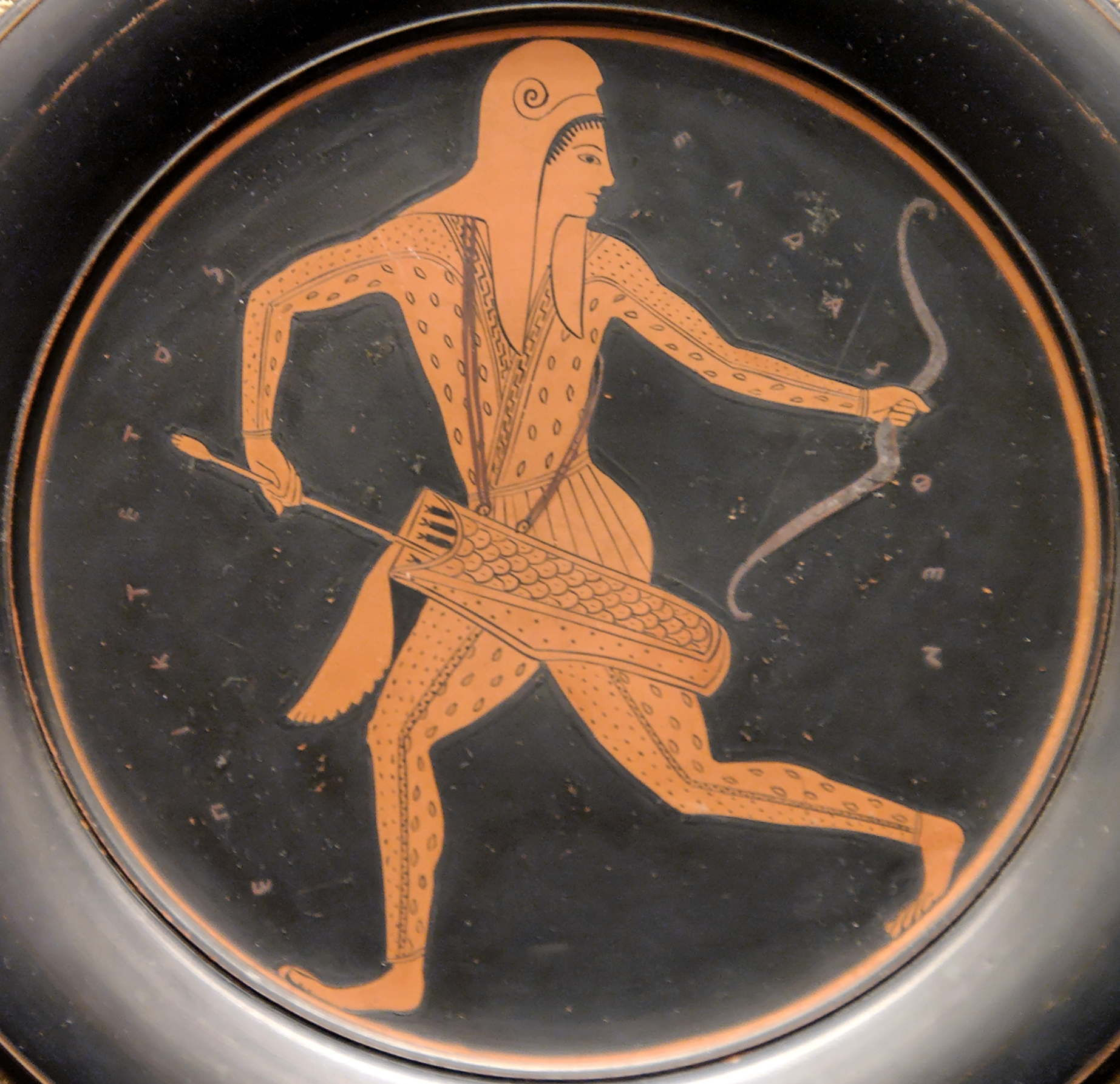
Скифский лучник
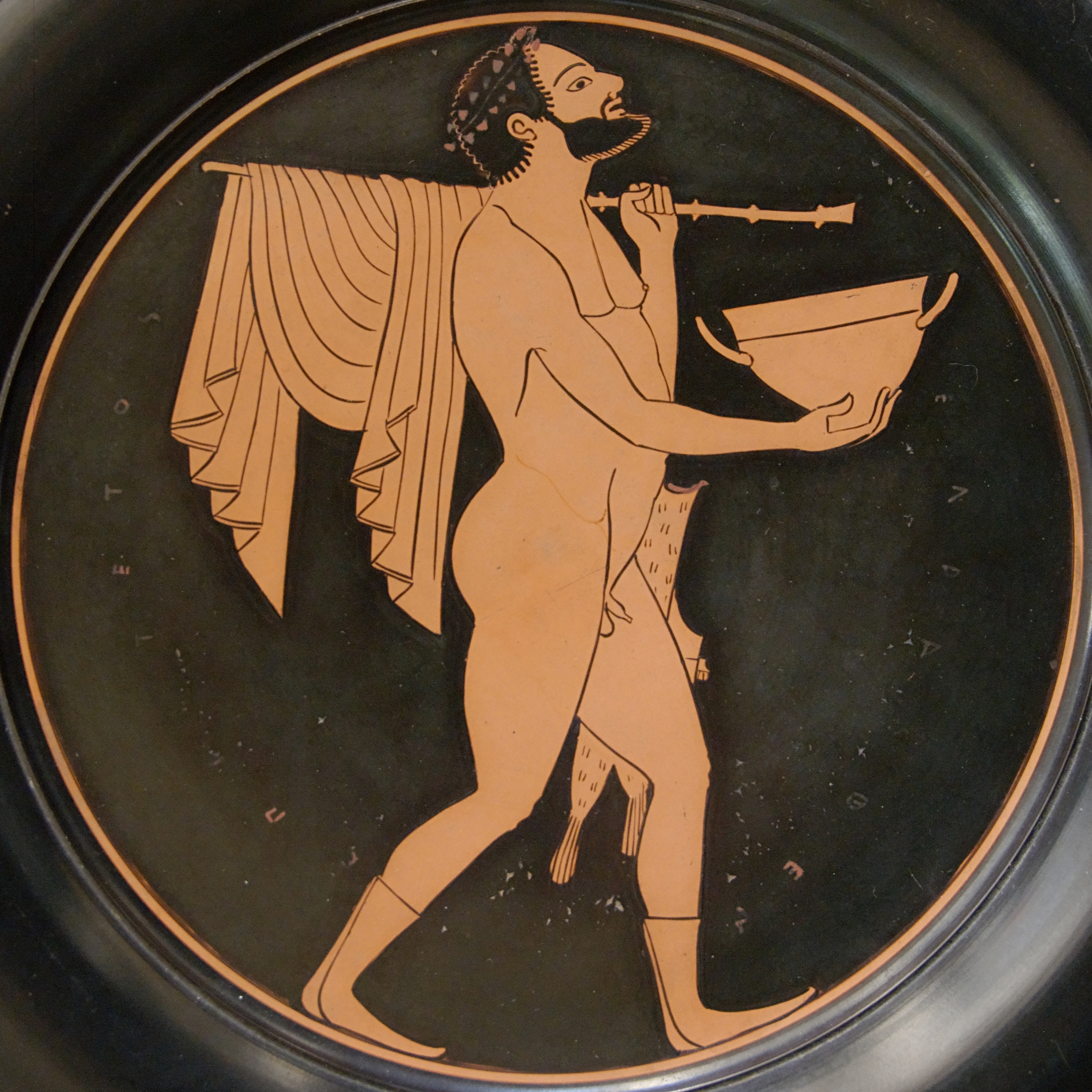
Пьяница (комаст) со скифосом